# Daniela Álvarez Mendoza
Daniela Álvarez Mendoza (Gijón, 27 de noviembre de 2001) es una deportista española que compite en voleibol, en la modalidad de playa, haciendo pareja con Tania Moreno (desde 2017). Ganó una medalla de plata en el Campeonato Europeo de Vóley Playa de 2023, en el torneo femenino. Participó en los Juegos Olímpicos de París 2024, ocupando el quinto lugar en el torneo femenino.
En categorías inferiores, logró la medalla de oro en el Campeonato Europeo sub-22 de 2022 y dos medallas en el Campeonato Mundial sub-21, bronce en 2019 y plata en 2021.

## Biografía
Nació en Gijón, Asturias, donde empezó a jugar al tenis en el Grupo de Cultura Covadonga. No fue hasta 2016, como ella misma ha contado en numerosas ocasiones, cuando una compañera de La Asunción se había proclamado campeona de España de voleibol pista le animó a probar suerte y que probara el voleibol en el equipo donde ella estaba. Una actividad entre el voleibol y el tenis que iba a estar compaginando todo el año 2016. Un deporte, el de la raqueta, que llegó a compartir con Carlos Alcaraz, pero que en su caso fue cayendo el interés en detrimento del voleibol, deporte al que empezó a dedicarle más tiempo hasta terminar en Lorca con la selección española de vóley playa.
Pronto le llegó la oportunidad que estaba esperando de irse a Estados Unidos donde tendría que estudiar Ciencias Actuariales en la Universidad Cristiana de Texas al mismo tiempo que lo compaginaba con el vóley playa de alto rendimiento.

## Palmarés

### Campeonato de Europa
| Año  | Campeonato | Pareja       | Oponentes en la final      | Resultado          |
| 2023 | Viena 2023 | Tania Moreno | Tanja Hüberli Nina Brunner | 0-2 (12-21, 13-21) |

### Beach Pro Tour
| Leyenda           |
| BPT Finals (0)    |
| BPT Elite 16 (0)  |
| BPT Challenge (0) |
| BPT Futures (0)   |

Finalista (1)
| N.º | Fecha                  | Torneo | Pareja       | Oponentes en la final               | Resultado          |
| --- | ---------------------- | ------ | ------------ | ----------------------------------- | ------------------ |
| 1.  | 3 de diciembre de 2023 | Nuvali | Tania Moreno | Anastasija Kravčenoka Tina Graudina | 0-2 (14-21, 18-21) |

## Clasificación histórica
- Actualizado a 14 de noviembre de 2024.[5]

| Torneos de final de año |                     |                  |                  |         |        |       |      |
| BPT Finals              | No se clasificó     | G                | ND               | 0 / 1   | 0-4    | 0 %   |      |
| Títulos                 | 0                   | 0                | 0                | 0       | 0 / 1  | 0-4   | 0%   |
| Ganados-Perdidos        | 0-0                 | 0-0              | 0-4              | 0-0     | 0 / 1  | 0-4   | 0%   |
| Elite 16                |                     |                  |                  |         |        |       |      |
| Doha                    | ND                  | RP1              | RP2              |         | 0 / 2  | 1-2   | 33 % |
| Quintana Roo            | A                   | A                | RP1              | A       | 0 / 1  | 0-1   | 0 %  |
| Brasilia                | Elite 16 Uberlandia | A                | A                | 0 / 0   | 0-0    | 0 %   |      |
| Espinho                 | Elite 16 París      | 4º               | ND               | 0 / 1   | 6-2    | 75 %  |      |
| París                   | A                   | RP1              | Elite 16 Espinho | ND      | 0 / 1  | 0-1   | 0 %  |
| Ostrava                 | A                   | A                | A                |         | 0 / 0  | 0-0   | 0 %  |
| Gstaad                  | A                   | RP2              | R12              |         | 0 / 2  | 3-4   | 43 % |
| Viena                   | Elite 16 Australia  | R12              | ND               | 0 / 1   | 2-2    | 50 %  |      |
| Hamburgo                | CF                  | RP1              | A                |         | 0 / 2  | 3-4   | 43 % |
| Joao Pessoa             | Elite 16 Jurmala    | A                | A                |         | 0 / 0  | 0-0   | 0 %  |
| Río de Janeiro          | ND                  | A                |                  | 0 / 0   | 0-0    | 0 %   |      |
| Montreal                | A                   | RP2              | ND               |         | 0 / 1  | 1-1   | 50 % |
| Títulos                 | 0                   | 0                | 0                | 0       | 0 / 11 | 16-17 | 48 % |
| Ganados-Perdidos        | 3-3                 | 2-5              | 11-9             | 0-0     | 0 / 11 | 16-17 | 48 % |
| Challenge               |                     |                  |                  |         |        |       |      |
| Kuşadası                | RP2                 | ND               | 0 / 1            | 1-1     | 50 %   |       |      |
| Espinho                 | RP2                 | CF               | Elite 16         | ND      | 0 / 2  | 3-3   | 50 % |
| Agadir                  | R16                 | ND               | 0 / 1            | 3-1     | 75 %   |       |      |
| Jurmala                 | Elite 16            | R16              | ND               | Futures | 0 / 1  | 1-2   | 33 % |
| Edmonton                | Elite 16 Montreal   | R16              | ND               | 0 / 1   | 2-1    | 66 %  |      |
| Goa                     | ND                  | 3º               | A                | ND      | 0 / 1  | 4-2   | 66 % |
| Chiang Mai              | ND                  | CF               | ND               | 0 / 1   | 2-2    | 50 %  |      |
| Nuvali                  | ND                  | F                | A                |         | 0 / 1  | 4-2   | 66 % |
| Recife                  | Challenge Itapema   | R18              |                  | 0 / 1   | 1-2    | 33 %  |      |
| Saquarema               | ND                  | A                | CF               |         | 0 / 1  | 2-2   | 50 % |
| Guadalajara             | Challenge Tlaxcala  | Challenge La Paz | CF               |         | 0 / 1  | 2-2   | 50 % |
| Yucatán                 | ND                  | CF               | 0 / 1            | 3-0     | 100 %  |       |      |
| Haikou                  | ND                  | 3º               | A                | ND      | 0 / 1  | 1-2   | 33 % |
| Xiamen                  | ND                  | 3º               | A                | 0 / 1   | 4-2    | 66 %  |      |
| Títulos                 | 0                   | 0                | 0                | 0       | 0 / 15 | 33-24 | 57 % |
| Ganados-Perdidos        | 5-3                 | 16-13            | 9-8              | 3-0     | 0 / 15 | 33-24 | 57 % |
| Futures                 |                     |                  |                  |         |        |       |      |
| Balikesir               | 3º                  | ND               | A                |         | 0 / 1  | 4-2   | 66 % |
| Madrid                  | ND                  | 4º               | 0 / 1            | 3-0     | 100 %  |       |      |
| Títulos                 | 0                   | 0                | 0                | 0       | 0 / 2  | 7-2   | 77 % |
| Ganados-Perdidos        | 4-2                 | 0-0              | 0-0              | 3-0     | 0 / 2  | 7-2   | 77 % |
| Representación nacional |                     |                  |                  |         |        |       |      |
| Juegos Olímpicos        | ND                  | ND               | CF               | ND      | 0 / 1  | 3-2   | 60 % |
| Títulos                 | 0                   | 0                | 0                | 0       | 0 / 1  | 3-2   | 60 % |
| Ganados-Perdidos        | 0-0                 | 0-0              | 3-2              | 0-0     | 0 / 1  | 3-2   | 60 % |